# Кузнецов, Григорий Тимофеевич
Григорий Тимофеевич Кузнецов (1 января 1916, Крадено-Михайловка, Уфимская губерния — 13 февраля 1947, Ишимбай, Башкирская АССР) — полный кавалер ордена Славы, командир отделения 1-го отдельного Краснознамённого сапёрного батальона 49-й Рославльской стрелковой дивизии 33-й армии 1-го Белорусского фронта, сержант.

## Биография
Родился 1 января 1916 года в деревне Крадено-Михайловка в многодетной крестьянской семье.
В 1925—1938 годах работал в колхозе «Красный Партизан» Мелеузовского района.
После 1945 года жил и трудился в городе Ишимбае, работал экспедитором на Ишимбайском нефтеперерабатывающем заводе.
Образование — карнеевская неполная средняя школа.
Призван в сентябре 1938 года Мелеузовским райвоенкоматом Башкирской АССР.
Участник советско-финской войны 1939-40 годов.
В боях Великой Отечественной войны с марта 1943 года. Демобилизован в 1945 году.
Дважды легко ранен.
Командир отделения 1-го отдельного сапёрного батальона (49-я стрелковая дивизия, 33-я армия, 1-й Белорусский фронт) сержант Григорий Кузнецов 14 января 1945 года под ожесточённым обстрелом противника у населённого пункта Межончка, расположенного юго-восточнее польского города Зволень, проделал со своими подчинёнными проход в минном поле шириной около двадцати метров, после чего сопровождал через него танки, артиллерию и пехоту, идущие на прорыв обороны врага.
За мужество и отвагу, проявленные в боях, 26 января 1945 года сержант Кузнецов Григорий Тимофеевич награждён орденом Славы 3-й степени.
В ночь на 4 февраля 1945 сержант Кузнецов во главе отделения сапёров произвёл разведку места для переправы через реку Одер вблизи населённого пункта Ауритц, находящегося в 12-и километрах юго-восточнее города Франкфурт (Германия). Под огнём противника сапёры усилили лёд настилом из досок и жердей, что позволило первому эшелону войск с ходу переправиться на левый берег и захватить плацдарм.
За мужество и отвагу, проявленные в боях, 21 февраля 1945 года сержант Кузнецов Григорий Тимофеевич награждён орденом Славы 2-й степени.
В ночь на 16 апреля 1945 года сержант Григорий Кузнецов, несмотря на сильное противодействие противника, подобрался к его заграждениям и проделал в них проход шириной до десяти метров для атакующих подразделений.
Утром 16 апреля 1945 года, когда выбыл из строя командир взвода, Кузнецов заменил его, обеспечивая чёткий пропуск по проходам пехоты и артиллерии, прорывающих оборону врага северо-западнее населённого пункта Визенау, — в 11-и километрах южнее города Франкфурт-на-Одере.
Указом Президиума Верховного Совета СССР от 15 мая 1946 года за образцовое выполнение заданий командования в боях с немецко-фашистскими захватчиками сержант Кузнецов Григорий Тимофеевич награждён орденом Славы 1-й степени, став полным кавалером ордена Славы.

## Память
Стела полному кавалеру ордена Славы Кузнецову Григорию Тимофеевичу находится на территории центрального кладбища на Кинзебулатовском шоссе.